# Шимон, Тавик Франтишек
Тавик Франтишек Шимон (чеш. Tavík František Šimon; 13 мая 1877, г. Железнице — 19 декабря 1942, г. Прага) — чешский художник, график и скульптор по дереву.

## Жизнь и творчество
Тавик Франтишек Шимон родился 13 мая 1877 года в городе Железнице.
Шимон впоследствии к своему имени Франтишек добавил девичью фамилию матери Тавик, и так подписывал свои работы: T. F. Šimon. 

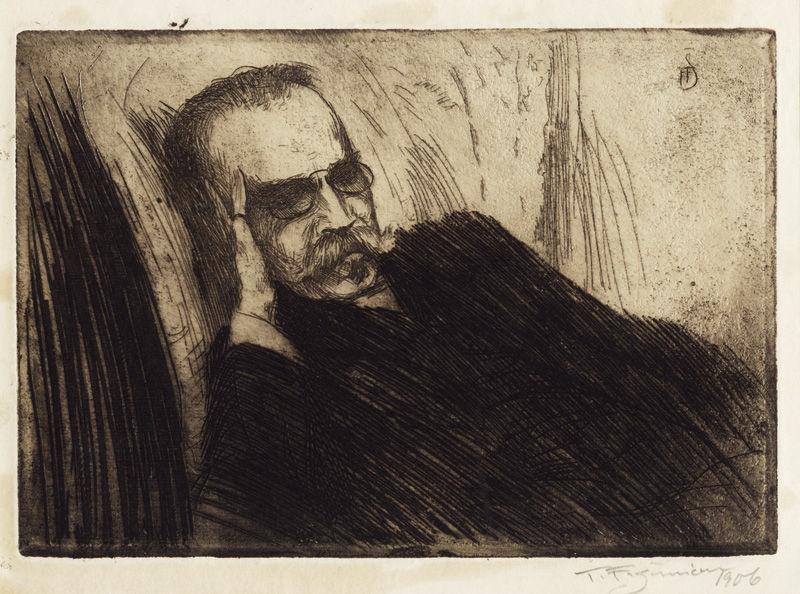
Портрет Ярослава Голла

Изучал живопись в пражской Академии изящных искусств. Получив учебную стипендию, совершил рабочую поездку по Бельгии, Великобритании и Франции. Первая персональная выставка полотен Шимона состоялась в Праге в 1905 году, затем — в Париже в 1906 году. Художник много путешествовал; он посетил США, Нидерланды, Испанию, Марокко, Цейлон, Индию и Японию. Увиденное в экзотических странах Шимон отражал на своих картинах.
До 1913 года Шимон жил в Париже, затем вернулся в Прагу и получил место профессора в местной Академии изящных искусств.
В 1917 году он становится членом Союза чешских художников-графиков Голлар. Основной тематикой произведений художника являются городские виды Нью-Йорка, Парижа и Праги, писал он также портреты и автопортреты, пейзажи Чехословакии. В его работах чувствуется влияние французских импрессионистов и японской цветной графики.
Тавик Франтишек Шимон умер 19 декабря 1942 года в городе Праге.

## Галерея
- Работы Т.Ф.Шимона Архивная копия от 25 июля 2020 на Wayback Machine
- Париж в графике Тавика Франтишека Симона